# Station Merzbrück
Station Merzbrück (Duits: Bahnhof Merzbrück) is een spoorwegstation nabij Broichweiden, een plaats in de Duitse gemeente Würselen. De opening was gepland voor december 2019, maar is vertraagd tot het najaar van 2024. Het station ligt aan de lijn Stolberg – Herzogenrath en bevindt zich nabij vliegveld Aachen-Merzbrück.
0.0: Stolberg (Rheinl) Hbf ·
5,6: Merzbrück (gepland) ·
6,8: Eschweiler-St. Jöris ·
8,9: Hoengen-Begau ·
9,5: Alsdorf Poststraße ·
10,3: Alsdorf-Mariadorf ·
10,9: Mariagrube ·
11,5: Alsdorf-Kellersberg ·
12,7: Alsdorf ·
12,9: Alsdorf-Annapark ·
13,1: Alsdorf Grubenbahnhof ·
14,0: Wilhelmschacht ·
14,2: Alsdorf-Busch ·
15,0: Nordstern ·
15,2: Merkstein ·
16,3: Herzogenrath August-Schmidt-Platz ·
17,7: Herzogenrath-Alt-Merkstein ·
19,7: Herzogenrath